# Дідалс
Дідалс (*Doedalses, д/н —бл. 416 до н. е.) — 1-й династ Віфінії у 440 до н. е.—416 до н. е. роках.

## Життєпис
Походив зі знатного віфинського роду. Стосовно батьків та дати народження Дідалса відсутні відомості. Перші згадки про нього відносяться до 435 року до н. е. Втсноавив гарні стосунки з грецькими колоніями, чим сприяв економічному піднесенню своїх володінь. Водночас після поразок перського царя царів Ксеркса I у війні з Афінами та Спартою сила Ахеменідів послабла, чим скористався Дідалс, ставши напівсамостійним династом.
Відомий насамперед сприянням заснуванню грецької колонії Астак. Втім невдовзі Дідалс перейшов у наступ на прибережні колонії греків, намагаючись взяти під контроль заможні поселення. Цьому намагався протидіяти Афіни, але без значного успіху. У 424 році до н. е. Дідалс стикнувся з походом афінської ескадри на чолі із Ламахом.
Зрештою тривале протистояння з греками призвела до війни, яка завершилася нищівною поразкою Дідалса у 416 році до н. е., який напевне загинув. Віфінські володіння було сплюндровано, а вплив греків тут значно посилився. Владу перебрав Ботир.